# Oligonucleotid antisens

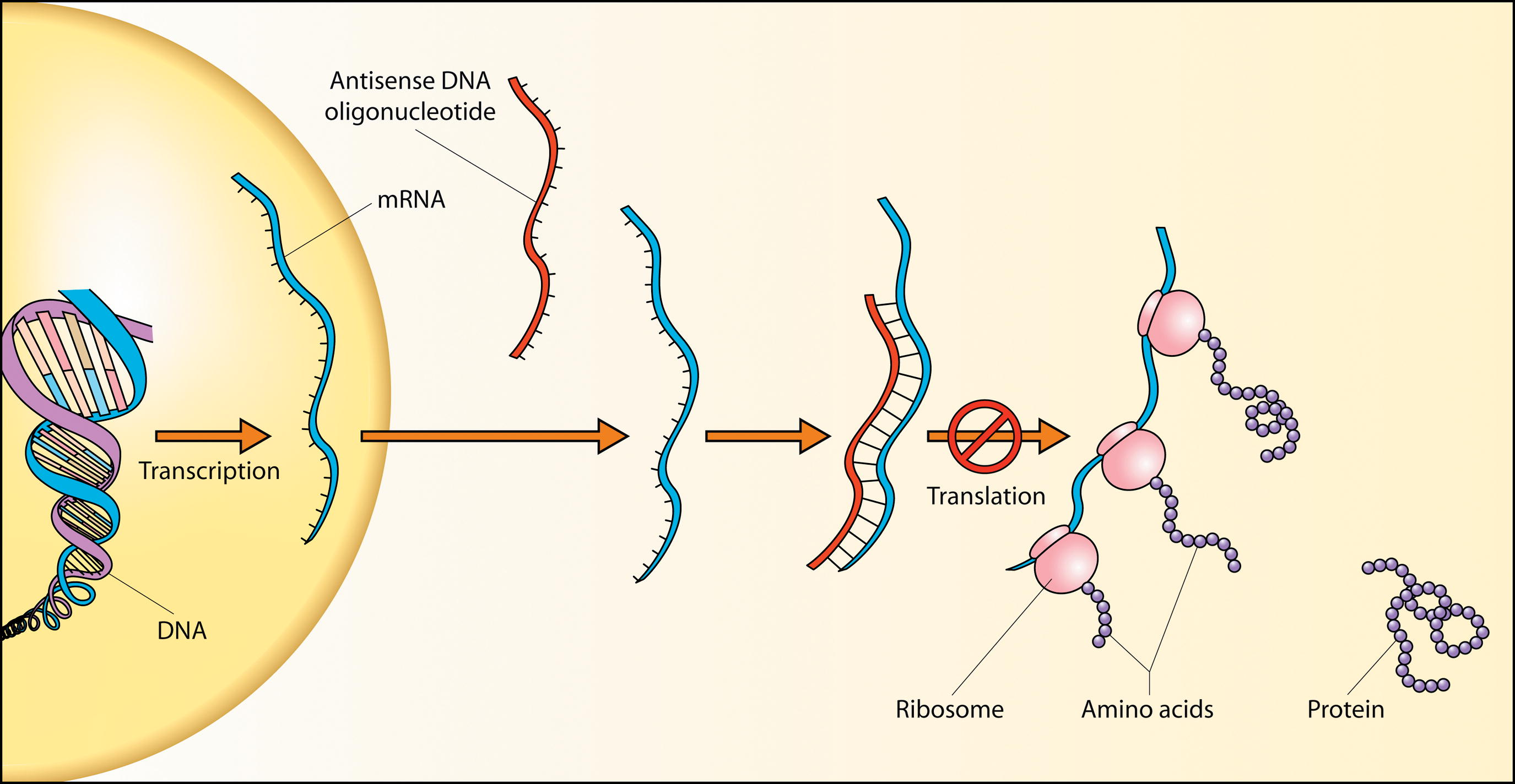
Schemă care arată cum un oligonucleotid de ADN antisens (ADN antisens) interferă cu transcrierea proteinelor.

Oligonucleotidul antisens (sau acidul nucleic antisens, molecula antisens) este un oligonucleotid (secvență scurtă de acid nucleic) monocatenar natural sau sintetic de ADN (acid dezoxiribonucleic) sau ARN (acid ribonucleic) al cărui secvență este antiparalelă și complementară cu cea a unui ARNm (acid ribonucleic mesager) și formează cu acesta o moleculă dublu catenară care nu pot fi translată și astfel blochează sinteza proteinelor oprind traducerea ARNm în proteine. Utilizarea farmacologică a oligonucleotidelor antisens (ADN antisens și ARN antisens) urmărește inhibarea expresiei genelor în unele afecțiuni severe, cum ar fi cancerele sau retrovirusurile.  